# Referendum o hrvatskoj samostalnosti
Referendum o samostalnosti Hrvatske održan je 19. svibnja 1991., a na njemu su birači glasovali o neovisnosti Hrvatske od Jugoslavije. Biračima su postavljena dva pitanja na koja su mogli odgovoriti »Za« ili »Protiv«. Referendum je održan gotovo godinu dana nakon prvih višestranačkih izbora u Hrvatskoj.
Na referendum je izašlo 83,56 posto birača. Od tog je postotka njih 94,17 % podržalo državnu samostalnost Hrvatske, dok je njih 5,38 % glasovalo za ostanak Hrvatske u Jugoslaviji. Nakon toga je Republika Hrvatska, uz Republiku Sloveniju, 25. lipnja 1991. proglasila neovisnost od Socijalističke Federativne Republike Jugoslavije. Međutim, na tu odluku uveden je tromjesečni moratorij na zahtjev Europske zajednice i Konferencije o sigurnosti i suradnji u Europi prema Brijunskom sporazumu. Domovinski rat u Hrvatskoj eskalirao je tijekom moratorija te je 8. listopada 1991. Hrvatski sabor prekinuo sve preostale odnose s Jugoslavijom.
Godine 1992. članice Europske ekonomske zajednice diplomatski su priznale Hrvatsku i Hrvatska je primljena u organizaciju Ujedinjenih naroda.

## Povijesna pozadina

### Hrvatska nakon Drugog svjetskog rata
Hrvatska je nakon Drugog svjetskog rata postala socijalistička republika u jednostranačkoj državi SFR Jugoslaviji. Savez komunista Hrvatske (ogranak Saveza komunista Jugoslavije) vladao je Socijalističkom Republikom Hrvatskom do pada komunizma u Jugoslaviji, a sama je SR Hrvatska imala određen stupanj autonomije unutar jugoslavenske socijalističke federacije.

### Hrvatsko proljeće
Godine 1967. skupina hrvatskih autora i jezikoslovaca objavila je Deklaraciju o nazivu i statusu hrvatskoga književnog jezika i zahtijevala je veću autonomiju hrvatskog jezika. Ta je deklaracija pridonijela nacionalnom pokretu koji je zagovarao više građanskih prava i decentralizaciju jugoslavenskog gospodarstva. Godine 1971. taj je pokret kulminirao hrvatskim proljećem, koji su politički protivnici nazivali »MASPOK« (kratica za masovni pokret) i koji je jugoslavenska centralistička vlada potisnula.
Četvrtim i posljednjim Ustavom Jugoslavije, koji je stupio na snagu 21. veljače 1974., učvršćena je autonomija federativnih republika, čime je zapravo ispunjen jedan od ciljeva hrvatskog proljeća i stvorena pravna osnova za samostalnost jugoslavenskih socijalističkih republika.

### Raspad Jugoslavije
Tijekom osamdesetih godina 20. stoljeća, nakon smrti jugoslavenskog predsjednika Josipa Broza Tita, pogoršala se politička i gospodarstvena situacija u Jugoslaviji. Etničke tenzije i napetosti pojačane su memorandumom SANU iz 1986. i velikim prosvjedima koje je srpski moćnik Slobodan Milošević organizirao 1989. u Vojvodini, na Kosovu i u Crnoj Gori.
U siječnju 1990. Savez komunista Jugoslavije raspao se na nacionalnoj razini, a hrvatska je frakcija zahtijevala labaviju federaciju. Iste godine održani su prvi višestranački izbori u Hrvatskoj, na kojima je pobjeda Franje Tuđmana (HDZ) rezultirala daljnjim nacionalističkim napetostima. Hrvatski političari srpske narodnosti bojkotirali su Sabor, a hrvatski Srbi preuzeli su kontrolu nad područjima Hrvatske sa srpskim stanovništvom, postavili blokade na cestama tijekom »Balvan-revolucije« i glasali za autonomiju tih područja. »Srpske autonomne oblasti« (skraćeno SAO) ujedinile su se nedugo nakon toga kako bi formirale međunarodno nepriznatu paradržavu pod nazivom Republika Srpska Krajina (RSK), koja se naknadno namjeravala odcijepiti od Hrvatske.

## Referendum
Dana 25. travnja 1991. Hrvatski sabor odlučio je održati referendum o neovisnosti 19. svibnja iste godine. Odluka je objavljena u Narodnim novinama i službeno najavljena 2. svibnja 1991.
Referendum je nudio dvije mogućnosti. U prvom slučaju Hrvatska bi postala suverena i neovisna država koja bi hrvatskim Srbima i drugim nacionalnim manjinama jamčila kulturnu autonomiju i sva građanska prava te mogućnost ulaska u savez suverenih država s drugim bivšim jugoslavenskim republikama. U drugom slučaju Hrvatska bi ostala savezna država u ujedinjenoj Jugoslaviji. Vlasti lokalnih Srba pozvale su na bojkot referenduma o neovisnosti.

### Referendumska pitanja

#### Prvo pitanje: Neovisnost
| »              | Jeste li za to da Republika Hrvatska, kao suverena i samostalna država, koja jamči kulturnu autonomiju i sva građanska prava Srbima i pripadnicima drugih nacionalnosti u Hrvatskoj, može stupiti u savez suverenih država s drugim republikama (prema prijedlogu Republike Hrvatske i Republike Slovenije za rješenje državne krize SFRJ)? | « |
| Narodne novine | |   |

#### Drugo pitanje: Ostanak u Jugoslaviji
| »              | Jeste li za to da Republika Hrvatska ostane u Jugoslaviji kao jedinstvenoj saveznoj državi (prema prijedlogu Republike Srbije i Socijalističke Republike Crne Gore za rješenje državne krize u SFRJ)? | « |
| Narodne novine | |   |

### Rezultat
Referendum je održan na ukupno 7691 biračkom mjestu, a ondje su birači dobili po dva glasačka listića – jedan plavi i jedan crveni, a mogli su upotrijebiti jedan ili oba. Na pitanje o državnoj neovisnosti Hrvatske, koje se nalazilo na plavom glasačkom listiću, potvrdno se izjasnilo čak 93,24 % birača. Protivno se izjasnilo 4,15 % birača, dok je 1,18 % glasačkih listića bilo nevažeće ili prazno. Na pitanje o tome treba li Hrvatska ostati u Jugoslaviji potvrdno se izjasnilo 5,38 % birača, njih 92,18 % bilo je protiv, a 2,07 % glasova bilo je nevažeće.
  Pitanje o suverenitetu i neovisnosti Republike Hrvatske
| 93,24% | 4,15%  |  |
| Za     | Protiv |  |

 Pitanje o ostanku Hrvatske u federativnoj Jugoslaviji
| 5,38% | 92,18% |  |
| Za    | Protiv |  |

Na referendumu je sudjelovalo 3 051 881 birača. To odgovara izlaznosti od 83,56 %.

## Proglašenje neovisnosti
Hrvatska i Slovenija proglasile su neovisnost 25. lipnja 1991. i prekinule veze s Jugoslavijom. Europska ekonomska zajednica i Konferencija o europskoj sigurnosti i suradnji zatražile su od hrvatskih vlasti da uvedu tromjesečni moratorij na tu odluku. Hrvatska je pristala odgoditi svoje proglašenje neovisnosti na tri mjeseca kako bi smanjila napetosti. Međutim, Domovinski rat nastavio je eskalirati.
Dana 7. listopada 1991., dan neposredno prije isteka moratorija, Jugoslavensko ratno zrakoplovstvo napalo je Banske dvore, jedne od najvažnijih vladinih zgrada u Zagrebu. Moratorij je istekao 8. listopada 1991. i Hrvatski sabor prekinuo je sve preostale odnose s Jugoslavijom. Ta sjednica Sabora održana je u zgradi INA-e u Šubićevoj ulici u Zagrebu zbog sigurnosnih razloga koje je potaknuo nedavni jugoslavenski zračni napad.
Dan osmog listopada neko se vrijeme slavio kao Dan neovisnosti, zbog čega je bio i državni praznik. Danas je 8. listopada Spomendan Hrvatskog sabora i stoga više nije državni praznik.

## Međunarodno priznanje
Badinterovu komisiju osnovalo je 27. kolovoza 1991. Vijeće ministara Europske ekonomske zajednice (EEZ) kako bi bivšim jugoslavenskim republikama pružilo pravne savjete i kriterije za diplomatsko priznanje. Krajem 1991. komisija je, između ostalog, proglasila da je Jugoslavija u procesu raspada i da se unutarnje granice jugoslavenskih republika ne mogu mijenjati ako se to slobodno ne dogovori. Čimbenici očuvanja hrvatskih prijeratnih granica, koje su 1947. uspostavila povjerenstava za razgraničenje, bili su amandmani jugoslavenskog saveznog ustava iz 1971. i 1974., koji su saveznim jedinicama dodijelili suverena prava, a federacija je pritom imala samo ovlasti koje su joj izričito dodijeljene ustavom.
Savezna Republika Njemačka zalagala se za brzo priznanje Hrvatske i izjavila da želi zaustaviti nasilje koje traje u područjima naseljenim Srbima. Francuska, Ujedinjeno Kraljevstvo i Nizozemska tomu su se usprotivile, ali su naposljetku odlučile djelovati zajedno i izbjeći jednostrane radnje. Dana 10. listopada 1991., dva dana nakon što je Hrvatski sabor odobrio proglašenje neovisnosti, EEZ je odlučio odgoditi svaku odluku o priznanju Hrvatske i samo priznavanje hrvatske neovisnosti na dva mjeseca pod uvjetom da do tada rat ne završi. Nakon isteka roka Njemačka je predstavila svoju odluku o priznanju Hrvatske, koju su podržale Italija i Danska. Francuska i Ujedinjeno Kraljevstvo pokušali su spriječiti priznanje izradivši rezoluciju Ujedinjenih naroda koja nije pozivala na jednostrano djelovanje koje bi moglo pogoršati situaciju. Međutim, 14. prosinca podnijele su ostavke tijekom rasprave Vijeća sigurnosti Ujedinjenih naroda, kada se Njemačka odlučno odlučila usprotiviti toj rezoluciji. EEZ je 17. prosinca 1991. službeno potvrdio da će Hrvatska biti diplomatski priznata 15. siječnja 1992. Badinterova komisija navela je da neovisnost Hrvatske ne treba odmah priznati jer novi hrvatski ustav ne predviđa zaštitu manjina koju zahtijeva EEZ. U odgovoru je hrvatski predsjednik Franjo Tuđman napisao Robertu Badinteru da će taj manjak biti ispravljen. Republika Srpska Krajina službeno je proglasila odcjepljenje od Hrvatske 19. prosinca 1991., no njezina neovisnost nije međunarodno priznata. Jugoslavenske su vlasti 26. prosinca 1991. objavile planove za manju državu koja bi mogla uključivati i okupirana područja Hrvatske, ali ih je Opća skupština Ujedinjenih naroda odbila.
Hrvatsku je kao neovisnu državu prvo priznala Slovenija 26. lipnja 1991. Litva ju je priznala 30. srpnja 1991. Ukrajina, Latvija, Island i Njemačka priznale su njezinu neovisnost u prosincu 1991. Članice EEZ-a diplomatski su priznale Hrvatsku 15. siječnja 1992., a u svibnju 1992. uslijedilo je članstvo u UN-u.

### Posljedice
Iako nije državni praznik, 15. siječnja dan je kada hrvatski mediji i političari obilježavaju međunarodno priznanje Hrvatske. Godine 2002., na 10. obljetnicu toga dana, Hrvatska narodna banka izdala je prigodnu kovanicu od 25 kuna.
U razdoblju nakon proglašenja neovisnosti rat je eskalirao bitkom za Vukovar, opsadom Dubrovnika i brojnim bitkama u drugim dijelovima Hrvatske, sve do prekida vatre 3. siječnja 1992., koji je rezultirao stabilizacijom i značajnim smanjenjem nasilja.
Rat je završio u kolovozu 1995. odlučujućom hrvatskom pobjedom, koja je rezultat velike hrvatske vojno-redarstvene operacije »Oluja«. Tijekom te vojno-redarstvene operacije glavni dio »Republike Srpske Krajine« vraćen je u sastav Hrvatske u 85 sati.
Suvremene granice Hrvatske obnovljene su Erdutskim sporazumom u studenome 1995., kada su Hrvatskoj vraćena područja na istoku Slavonije koja su bila pod srpskom okupacijom. Proces je završio u siječnju 1998. mirnom reintegracijom hrvatskoga Podunavlja.

## Vanjske poveznice
- Odluka o raspisu referenduma (NN 21/1991), Narodne novine (NN), narodne-novine.nn.hr

|  | Portal Hrvatske – Pristup člancima s tematikom o Hrvatskoj. |